# La Motte (Var)
 La Motte  (en occitano La Mota) es una población y comuna francesa, que se encuentra en la región de Provenza-Alpes-Costa Azul, departamento de Var, en el distrito de Draguignan y cantón de Draguignan.

## Demografía
| 676 | 818 | 1007 | 1557 | 1993 | 2345 |
| Para los censos de 1962 a 1999 la población legal corresponde a la población sin duplicidades (Fuente: INSEE [Consultar]) |     |      |      |      |      |